# Le Fresne (Eure)
Le Fresne és un municipi francès situat al departament de l'Eure i a la regió de Normandia. L'any 2007 tenia 290 habitants.

## Demografia

### Població
El 2007 la població de fet de Le Fresne era de 290 persones. Hi havia 100 famílies, de les quals 16 eren unipersonals (16 dones vivint soles i 16 dones vivint soles), 36 parelles sense fills, 44 parelles amb fills i 4 famílies monoparentals amb fills.
La població ha evolucionat segons el següent gràfic:
Habitants censats

### Habitatges
El 2007 hi havia 131 habitatges, 108 eren l'habitatge principal de la família, 16 eren segones residències i 7 estaven desocupats. Tots els 130 habitatges eren cases. Dels 108 habitatges principals, 99 estaven ocupats pels seus propietaris, 7 estaven llogats i ocupats pels llogaters i 2 estaven cedits a títol gratuït; 1 tenia dues cambres, 8 en tenien tres, 23 en tenien quatre i 76 en tenien cinc o més. 79 habitatges disposaven pel capbaix d'una plaça de pàrquing. A 37 habitatges hi havia un automòbil i a 63 n'hi havia dos o més.

### Piràmide de població
La piràmide de població per edats i sexe el 2009 era:
| Homes | Edats   | Dones |
| ----- | ------- | ----- |
| 0     | 95 o +  | 0     |
| 0     | 90 a 94 | 0     |
| 0     | 85 a 89 | 0     |
| 4     | 80 a 84 | 0     |
| 4     | 75 a 79 | 0     |
| 0     | 70 a 74 | 4     |
| 8     | 65 a 69 | 8     |
| 8     | 60 a 64 | 12    |
| 12    | 55 a 59 | 4     |
| 28    | 50 a 54 | 16    |
| 12    | 45 a 49 | 20    |
| 12    | 40 a 44 | 20    |
| 4     | 35 a 39 | 12    |
| 0     | 30 a 34 | 0     |
| 4     | 25 a 29 | 4     |
| 16    | 20 a 24 | 12    |
| 16    | 15 a 19 | 8     |
| 16    | 10 a 14 | 8     |
| 16    | 5 a 9   | 4     |
| 4     | 0 a 4   | 4     |

## Economia
El 2007 la població en edat de treballar era de 210 persones, 156 eren actives i 54 eren inactives. De les 156 persones actives 147 estaven ocupades (77 homes i 70 dones) i 9 estaven aturades (3 homes i 6 dones). De les 54 persones inactives 16 estaven jubilades, 25 estaven estudiant i 13 estaven classificades com a «altres inactius».

### Ingressos
El 2009 a Le Fresne hi havia 112 unitats fiscals que integraven 309 persones, la mediana anual d'ingressos fiscals per persona era de 19.837 €.

### Activitats econòmiques
Dels 16 establiments que hi havia el 2007, 1 era d'una empresa de fabricació d'altres productes industrials, 2 d'empreses de construcció, 3 d'empreses de comerç i reparació d'automòbils, 1 d'una empresa de transport, 1 d'una empresa d'hostatgeria i restauració, 1 d'una empresa financera, 1 d'una empresa immobiliària, 1 d'una empresa de serveis, 2 d'entitats de l'administració pública i 3 d'empreses classificades com a «altres activitats de serveis».
Dels 4 establiments de servei als particulars que hi havia el 2009, 1 era un guixaire pintor, 1 lampisteria, 1 perruqueria i 1 saló de bellesa.
L'únic establiment comercial que hi havia el 2009 era una floristeria.
L'any 2000 a Le Fresne hi havia 9 explotacions agrícoles que ocupaven un total de 498 hectàrees.

## Poblacions més properes
El següent diagrama mostra les poblacions més properes.